# Gustav Rüdenberg
Gustav Rüdenberg (geboren 15. Februar 1868 in Vlotho; gestorben 1941 oder 1942 im Ghetto Riga) war ein deutscher Kaufmann, Buch- und Versandhändler, Kunstsammler und Mäzen und Opfer des Holocaust.

## Leben
Gustav Rüdenberg wurde 1868 als Sohn des jüdischen Kaufmanns Marcus Rüdenberg in Vlotho geboren. Er war der Cousin des Bettfedernfabrikanten Max Rüdenberg und des hannoverschen Elektroingenieurs Reinhold Rüdenberg.
In den Jahren der Gründerzeit des Deutschen Kaiserreichs eröffnete Gustav Rüdenberg 1895 seine Firma G. Rüdenberg jun. Versandhaus für Photographie und Optik, Hannover und Wien.
1906 heiratete er Elsbeth, geborene Salmony.
Rüdenberg baute eine umfangreiche Sammlung von Kunstwerken auf mit Gemälden, Graphiken, Bronzen und Kunstbüchern. Mitten im Ersten Weltkrieg zählte er 1916 zu den Gründungsmitgliedern der Kestnergesellschaft.
Nach der Machtergreifung durch die Nationalsozialisten wurden Gustav und Elsbeth Rüdenberg im Zuge der Aktion Lauterbacher im September 1941 zwangsweise in das zum sogenannten „Judenhaus“ und Massenquartier umfunktionierte Gebäude auf dem Jüdischen Friedhof An der Strangriede unter der Adresse An der Strangriede 55 eingepfercht. Von dort aus wurde das Ehepaar – gemeinsam mit vielen anderen jüdischen Leidensgenossen – am 15. Dezember desselben Jahres in das Ghetto Riga deportiert, wo beide ums Leben kamen.

## Weitere Geschehnisse
Unterdessen war die Kunst- und Büchersammlung der Rüdenbergs nach einer förmlichen Enteignung durch das Deutsche Reich auf das damalige Kestner-Museum sowie die Stadtbibliothek Hannover aufgeteilt und verwertet worden. Nur wenig später ging der Großteil der von der Stadt Hannover so erworbenen Objekte im Zuge des Zweiten Weltkrieges und der Luftangriffe auf Hannover durch Fliegerbomben für immer verloren.
Nach der Gründung der Bundesrepublik Deutschland wurde in den Jahren von 1949 bis 1952 ein Teil des geraubten Vermögens der Rüdenbergs an deren Rechtsnachfolger restituiert. Dabei konnten nur wenige erhaltene Bücher an die Nachkommen der Ermordeten zurückgegeben werden.
Die Namen von Gustav und Elsbeth Rüdenberg sind seit 1994 auf einer Schrifttafel des Mahnmals für die ermordeten Juden Hannovers nahe dem hannoverschen Opernhaus eingraviert.

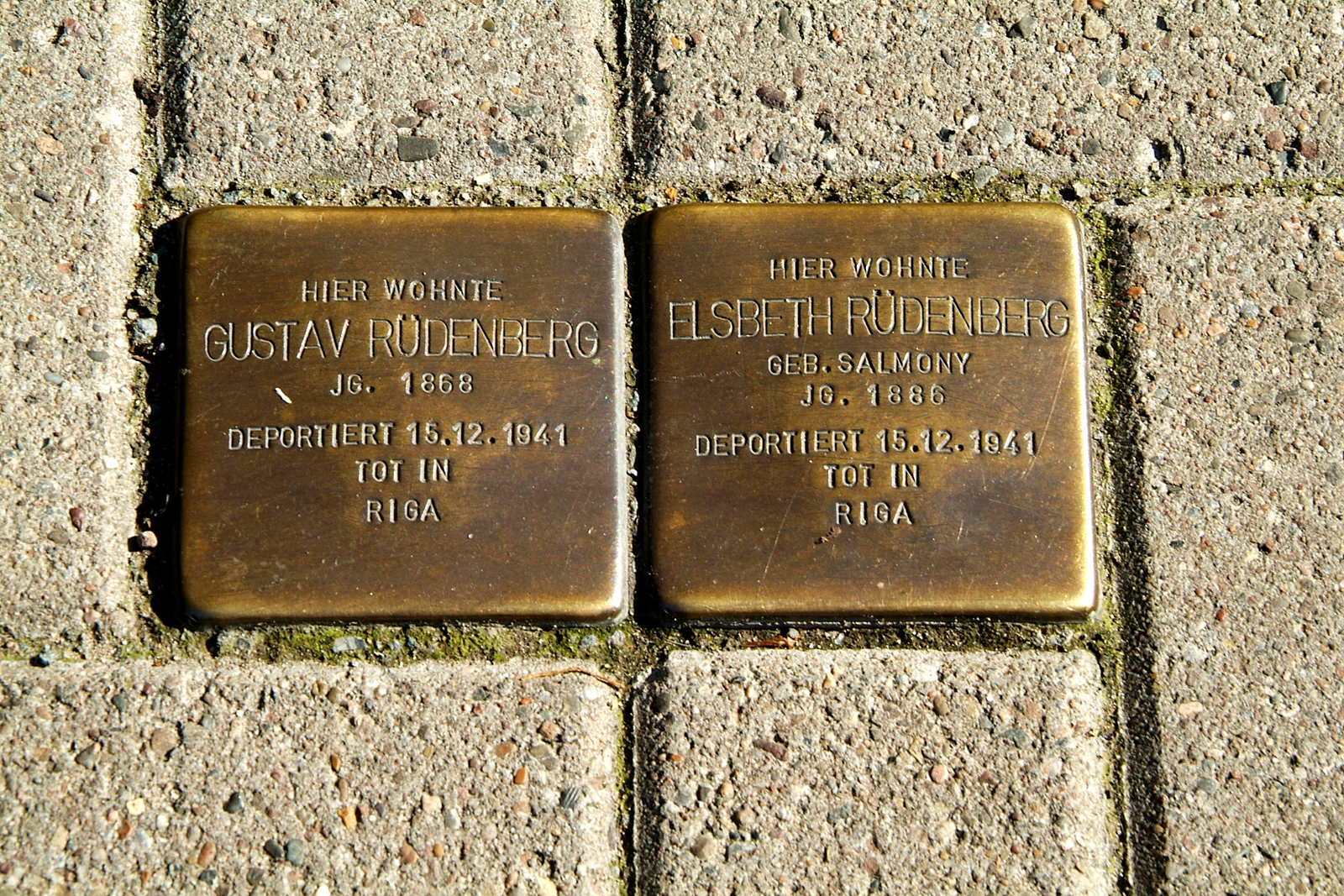
Stolpersteine für Gustav und Elsbeth Rüdenberg vor dem heutigen Gebäude Podbielskistraße 36 in Hannovers Stadtteil List

Im Jahr 2007 zeigte das Stadtarchiv Hannover in seinen Räumlichkeiten erstmals die Wanderausstellung Enteignet. Zerstört. Entschädigt. Die Kunstsammlung Gustav Rüdenberg 1941–1956. Dabei wurden Exponate des Mäzens gezeigt, die seit Kriegsende schwer beschädigt im Niedersächsischen Landesmuseum Hannover lagerten. Im Sommer 2008 war die Ausstellung zu Gast bei der damaligen Fachhochschule Hannover (FHH, später HsH), Fakultät III – Medien, Information und Design. Während beider Ausstellungen wurden Spendenmittel für die Verlegung von Stolpersteinen gesammelt, um schließlich mit Geldern des Stadtarchivs für Gustav sowie der FHH für Elsbeth Rüdenberg die Stolpersteine zu bezahlen. Bei deren Verlegung vor dem letzten freiwilligen Wohnort der Rüdenbergs in der Podbielskistraße 36 im Stadtteil List durch den Künstler Gunter Demnig am 22. März 2010 waren neben Cornelia Regin vom Stadtarchiv sowie Rolf Hüper von der FHH auch Vertreter der Landeshauptstadt sowie der Jüdischen Gemeinde Hannovers anwesend.
Im Rahmen der Provenienzforschung wiederholte Cornelia Regin vom Stadtarchiv Hannover ihren Vortrag zur Kunstsammlung von Gustav Rüdenberg im Jahr 2015 im Niedersächsischen Landesmuseum.